# Norman Lamont
Pour les articles homonymes, voir Lamont.
Norman Stewart Hughson Lamont, baron Lamont de Lerwick, né le 8 mai 1942 dans les îles Shetland, est un homme politique britannique, ancien député conservateur de Kingston-upon-Thames. 
Chancelier de l'Échiquier du gouvernement de John Major, de 1990 à 1993, il est reconnu comme le lobbyiste de la République islamique iranienne auprès des gouvernements occidentaux. Le Premier ministre David Cameron le nomme, en janvier 2016, Trade Envoy to Iran. 

## Biographie
Lamont est né le 8 mai 1942 dans les îles Shetland et grandit à Grimsby, où son père est chirurgien. Il commence ses études à la Loretto School de Musselburgh (Écosse) et au Fitzwilliam College de Cambridge où il est président de l'Association conservatrice de l'université de Cambridge. En 1964, il est le président de la Cambridge Union Society. 
À Cambridge, il est le contemporain de Michael Howard, Kenneth Clarke, Leon Brittan, et John Gummer qui tous sont devenus des personnalités du Parti conservateur. Le groupe était parfois collectivement connu sous le nom de Cambridge Mafia.
En 1971-1972 Lamont est le président du think tank de centre-droite Bow Group.
Entre 1990 et 1993 il est le chancelier de l'Échiquier du gouvernement de John Major.

### Lobbyiste pro-iranien
Une fois qu'il quitte son fauteuil de chancelier, il devient le conseiller et avocat des hommes d'affaires de la diaspora iranienne au Royaume-Uni. Il se crée un carnet d'adresse et un réseau très influent qui fait de lui un acteur incontournable dans les relations économiques et politiques entre le 10 Downing Street et Téhéran. C'est donc naturellement qu'il est nommé, en 2004, président (chairman) de la chambre de commerce britannico-iranienne (British Iranian Chamber of Commerce - BICC).
Avec l'ancien Premier ministre Tony Blair, il est un fervent défenseur de la levée des sanctions mises en place contre l'Iran.
Une fois cette levée négociée en janvier 2016, l'influent Lord Lamont et son groupe remportent de nombreux contrats, et son rôle n'en devient que plus important dans la nouvelle donne des relations britannico-iraniennes.
Le Premier ministre David Cameron le nomme en janvier 2016, Trade Envoy to Iran.